# 1175
سنة 1175 كانت سنة بسيطة تبدأ يوم الأربعاء (الرابط يظهر نموذج التقويم الكامل للسنة) من التقويم اليولياني.

## أحداث
- تأسيس مدينة أبردين وتقع حاليا في المملكة المتحدة.

## مواليد
- أندراس الثاني ملك المجر
- أوتو الرابع
- ابن الحاجب
- روبرت جروسيتيست
- يولاندا من فلاندرز إمبراطور القسطنطينية اللاتينية (الوصية)
- محمد الظاهر بأمر الله

## وفيات
- ابن عساكر.
- ثوروس الثاني أمير أرمينيا الصغرى.
- رضي الدين السرخسي.
- ميلخ أمير أرمينيا الصغرى.
- ابن سعد الخير البلنسي.
- شمس الدين إيلدكز.